# Pachydactylus gaiasensis
Pachydactylus gaiasensis är en ödleart som beskrevs av  Steyn och MITCHELL 1967. Pachydactylus gaiasensis ingår i släktet Pachydactylus och familjen geckoödlor.
Artens utbredningsområde är Namibia. Inga underarter finns listade i Catalogue of Life.